# Andrés Scotti
Pour les articles homonymes, voir Scotti.
Andrés Scotti Ponce de León, né le 14 décembre 1975 à Montevideo, est un ancien footballeur international uruguayen évoluant au poste de défenseur.

## Biographie

### En club
Andrés Scotti commence sa carrière à l'Independiente de Flores en 1993 à l'âge de dix-huit ans. En 1997, il joue brièvement pour le Central Español puis pour les Montevideo Wanderers avant d'évoluer dans le championnat mexicain en 2000, au Club Necaxa et au Puebla FC. En 2001, il retourne à Montevideo puis s'engage pour un an au Club Nacional de Football. L'Europe est la prochaine destination de Scotti ; de 2003 à 2006, il évolue chez les Russes du FK Roubine Kazan. L'Uruguayen retourne en Amérique latine en 2007 et passe deux ans à l'Argentinos Juniors. En 2010, Colo Colo s'attache les services du défenseur.

### En sélection
Il est sélectionné en équipe d'Uruguay de football depuis 2006 et participe à la Copa América 2007 où les Uruguayens terminent quatrièmes. 
Scotti fait partie du groupe des vingt-trois sélectionnés pour la Coupe du monde de football de 2010. Lors du tournoi, il joue deux matchs en rentrant en jeu face au Mexique et face au Ghana en quarts de finale. Lors de ce dernier match, il inscrit son pénalty au cours de la séance de tirs au but, contribuant à la victoire de son équipe. Scotti et l'Uruguay finiront quatrièmes du tournoi.
Il est à nouveau appelé par Óscar Tabárez pour participer à la Copa América 2011. Il n'y joue qu'un match en quarts de finale face à l'Argentine en quarts de finale, où il remplace Mauricio Victorino, et y marque son pénalty lors de la séance de tirs au but. L'Uruguay peut ainsi poursuivre le tournoi et remportera en fin de compte la finale face au Paraguay.
Il joua sa dernière grande compétition lors de la Coupe des confédérations 2013 où l'Uruguay sera éliminée par le Brésil en demi-finales sur le score de 2-1. 